# 网孢轴黑粉菌
网孢轴黑粉菌（学名：Sphacelotheca reticulata）是属于黑粉菌目黑粉菌科轴黑粉菌属的一种真菌，寄生在孔颖草属植物上。该种分布于中国等地。